# Coordenadas celestes

El sistema de coordenadas ecuatoriales utilizando coordenadas esféricas. El plano fundamental está formado por la proyección del ecuador de la Tierra sobre la esfera celeste, formando el ecuador celeste. La dirección primaria se establece proyectando la órbita de la Tierra sobre la esfera celeste, formando la eclíptica, y estableciendo el nodo ascendente de la eclíptica en el ecuador celeste, formando el equinoccio vernal. La ascensión recta se mide hacia el este a lo largo del ecuador celeste desde el equinoccio, y la declinación se mide positivamente hacia el norte desde el ecuador celeste. (Las proyecciones de los polos geográficos norte y sur de la Tierra forman los polos celestes norte y sur, respectivamente.

Las coordenadas celestes son el conjunto de valores que, de acuerdo con un determinado sistema de referencia, dan la posición de un objeto en la esfera celeste. Existen diversas coordenadas celestes según cuál sea su origen y plano de referencia. Una primera clasificación las divide en dos grandes grupos, según se trate de coordenadas cartesianas o coordenadas esféricas.
Los sistemas de coordenadas astronómicas' (o celestes) son disposiciones organizadas para especificar las posiciones de satélites, planetas, estrellas, galaxias y otros objetos celestes en relación con puntos de referencia físicos disponibles para un observador situado (por ejemplo, el horizonte verdadero y el norte para un observador en la superficie de la Tierra). Sistema de coordenadas en astronomía pueden especificar la posición de un objeto en espacio tridimensional o plot simplemente su dirección en una esfera celeste, si la distancia del objeto es desconocida o trivial.
Las coordenadas esféricas, proyectadas sobre la esfera celeste, son análogas al sistema de coordenadas geográficas utilizado sobre la superficie de la Tierra. Se diferencian en la elección del plano fundamental, que divide la esfera celeste en dos hemisferios iguales a lo largo de un gran círculo. Coordenadas rectangulares, en unidades apropiadas, tienen el mismo plano fundamental (x, y) y dirección primaria eje (x), como una eje de rotación. Cada sistema de coordenadas recibe el nombre de su elección de plano fundamental.

## Dirección primaria
Esta descripción de la orientación del sistema de referencia está algo simplificada; la orientación no es del todo fija. Un movimiento lento del eje de la Tierra, precesión, provoca un giro lento y continuo del sistema de coordenadas hacia el oeste alrededor de los polos de la eclíptica, completando un circuito en unos 26.000 años. A esto se superpone un movimiento menor de la eclíptica, y una pequeña oscilación del eje de la Tierra, nutación.
Para fijar la dirección primaria exacta, estos movimientos obligan a especificar el equinoccio de una fecha concreta, conocida como epoc, a la hora de dar una posición. Las tres más utilizadas son:
Equinoccio medio de una época estándar (normalmente J2000,0, pero puede incluir B1950,0, B1900,0, etc.)es una dirección estándar fija, que permite comparar directamente posiciones establecidas en varias fechas.
Equinoccio medio de fechaes la intersección de la eclíptica de "fecha" (es decir, la eclíptica en su posición en "fecha") con el ecuador "medio" (es decir, el ecuador girado por precesión a su posición en "fecha", pero libre de las pequeñas oscilaciones periódicas de nutación). Comúnmente utilizado en el cálculo de órbitas planetarias.
Equinoccio verdadero de la fechaes la intersección de la eclíptica de la "fecha" con el ecuador "verdadero" (es decir, el ecuador medio más la nutación). Es la intersección real de los dos planos en un momento dado, teniendo en cuenta todos los movimientos.
Por tanto, una posición en el sistema de coordenadas ecuatoriales suele especificarse como equinoccio verdadero y ecuador de la fecha, equinoccio medio y ecuador de J2000.0, o similar. Nótese que no existe una eclíptica media, ya que la eclíptica no está sujeta a pequeñas oscilaciones periódicas.

## Sistemas de coordenadas
La siguiente tabla enumera los sistemas de coordenadas más utilizados por la comunidad astronómica. El plano fundamental divide la esfera celeste en dos hemisferios iguales y define la línea base para las coordenadas de latitud, similar al ecuador en el sistema de coordenadas geográficas. Los polos se sitúan a ±90° del plano fundamental. La dirección primaria es el punto de partida de las coordenadas longitudinales. El origen es el punto de distancia cero, el "centro de la esfera celeste", aunque la definición de esfera celeste es ambigua sobre la definición de su punto central.
| Sistema de Coordenadas       | Centro (origen) | Polos                 | Plano de referencia (0° latitud) | Coordenadas                  | Coordenadas                   | Dirección principal (0° longitud)                            |
| Sistema de Coordenadas       | Centro (origen) | Polos                 | Plano de referencia (0° latitud) | Latitud                      | Longitud                      | Dirección principal (0° longitud)                            |
| ---------------------------- | --- | --------------------- | -------------------------------- | ---------------------------- | ----------------------------- | ------------------------------------------------------------ |
| Horizontales (altazimutales) | Observador (coordenadas topocéntricas) | Cenit y nadir         | Horizonte                        | Altura (a) o elevación       | Azimut (A)                    | Puntos cardinales Norte o Sur en el horizonte                |
| Horarias                     | Observador (coordenadas topocéntricas) | Polos celestes        | Ecuador celeste                  | Declinación (δ)              | Ángulo horario (HA o h)       | Meridiano del observador                                     |
| Ecuatoriales                 | Desde el centro de la Tierra (coordenadas geocéntricas).                                                                                            | Polos celestes        | Ecuador celeste                  | Declinación (δ)              | Ascensión recta (AR o α)      | Punto Aries o punto vernal                                   |
| Eclípticas                   | Suele expresarse de dos maneras: - Desde el centro de la Tierra (coordenadas geocéntricas). - Desde el centro del Sol (coordenadas heliocéntricas). | Polos eclípticos      | Eclíptica                        | Latitud celeste (β)          | Longitud celeste (λ)          | Punto Aries o punto vernal                                   |
| Galácticas                   | Desde el centro galáctico que, desde nuestra posición en el Sol, se ubica en la constelación de Sagitario.                                          | Polos galácticos      | Plano galáctico                  | Latitud galáctica (b)        | Longitud galáctica (l)        | Centro galáctico                                             |
| Supergalácticas              | Desde el centro galáctico que, desde nuestra posición en el Sol, se ubica en la constelación de Sagitario.                                          | Polos supergalácticos | Plano supergaláctico             | Latitud supergaláctica (SGB) | Longitud supergaláctica (SGL) | Intersección del plano galáctico con el plano supergaláctico |

teniendo en cuenta que:
1. El centro (origen) es el punto de distancia cero.
2. El plano de referencia (0º latitud) divide la esfera celeste en dos hemisferios iguales y es la base para medir la coordenada latitud, así como el Ecuador en el sistema de coordenadas terrestre.
3. Los polos están ubicados a ±90° del plano fundamental.
4. La dirección principal es el punto de partida para medir la coordenada longitud.

### Sistema horizontal
El sistema horizontal, o altitud-azimut, se basa en la posición del observador en la Tierra, que gira alrededor de su propio eje una vez por día sideral (23 horas, 56 minutos y 4,091 segundos) en relación con el fondo estelar. El posicionamiento de un objeto celeste por el sistema horizontal varía con el tiempo, pero es un sistema de coordenadas útil para localizar y seguir objetos para los observadores en la Tierra. Se basa en la posición de las estrellas respecto al horizonte ideal de un observador.

### Sistema ecuatorial
El sistema de coordenadas ecuatoriales está centrado en el centro de la Tierra, pero fijo respecto a los polos celestes y al equinoccio de marzo. Las coordenadas se basan en la ubicación de las estrellas con respecto al ecuador de la Tierra si se proyectara a una distancia infinita. El ecuador describe el cielo visto desde el Sistema Solar, y los mapas estelares modernos utilizan casi exclusivamente coordenadas ecuatoriales.
El sistema ecuatorial es el sistema de coordenadas normal para la mayoría de los astrónomos profesionales y muchos aficionados que tienen una montura ecuatorial que sigue el movimiento del cielo durante la noche. Los objetos celestes se encuentran ajustando las escalas del telescopio o de otro instrumento para que coincidan con las coordenadas ecuatoriales del objeto seleccionado para observar.
Las opciones más populares de polo y ecuador son los antiguos sistemas B1950 y el moderno J2000, pero también se puede utilizar un polo y ecuador "de fecha", es decir, uno apropiado para la fecha que se esté considerando, como cuando se realiza una medición de la posición de un planeta o nave espacial. También hay subdivisiones en coordenadas "medias de fecha", que promedian o ignoran la nutación, y "verdaderas de fecha", que incluyen la nutación.

### Sistema eclíptico
El plano fundamental es el plano de la órbita de la Tierra, llamado plano eclíptico. Existen dos variantes principales del sistema de coordenadas eclípticas: coordenadas eclípticas geocéntricas centradas en la Tierra y coordenadas eclípticas heliocéntricas centradas en el centro de masa del Sistema Solar.
El sistema de la eclíptica geocéntrica era el principal sistema de coordenadas de la astronomía antigua y sigue siendo útil para calcular los movimientos aparentes del Sol, la Luna y los planetas.
El sistema heliocéntrico de la eclíptica describe el movimiento orbital de los planetas alrededor del Sol, y se centra en el baricentro del Sistema Solar (es decir, muy cerca del centro del Sol). El sistema se utiliza principalmente para calcular las posiciones de los planetas y otros cuerpos del Sistema Solar, así como para definir sus elementos orbitales.

### Sistema galáctico
El sistema de coordenadas galácticas utiliza el plano aproximado de nuestra galaxia como plano fundamental. El Sistema Solar sigue siendo el centro del sistema de coordenadas, y el punto cero se define como la dirección hacia el centro galáctico. La latitud galáctica se asemeja a la elevación sobre el plano galáctico y la longitud galáctica determina la dirección relativa al centro de la galaxia.

### Sistema supergaláctico
El sistema de coordenadas supergaláctico corresponde a un plano fundamental que contiene un número superior a la media de galaxias locales en el cielo visto desde la Tierra.

## Clasificación de los sistemas de coordenadas celestes

### Según el sistema de coordenadas

#### Sistemas basados en coordenadas cartesianas
En las coordenadas rectangulares o cartesianas se toman tres ejes {\displaystyle Ox}, {\displaystyle Oy}, {\displaystyle Oz}, perpendiculares entre sí, y secantes en un punto origen que puede ser el Sol (coordenadas heliocéntricas) o la Tierra (coordenadas geocéntricas). Sea por ejemplo el punto {\displaystyle P} de coordenadas {\displaystyle (x,y,z)/P=(x,y,z)}.
Este sistema de coordenadas se utiliza en algunos casos para el sistema solar.
Su unidad es la unidad astronómica (ua) o también el kilómetro (km).

#### Sistemas basados en coordenadas esféricas
Las coordenadas esféricas se emplean para superficies esféricas como la esfera celeste y la superficie de un planeta
Para ubicar un punto con este sistema de coordenadas se necesitan dos ángulos y una distancia.
Por ejemplo, un punto {\displaystyle P=(r,\Phi ,\theta )} que forma un ángulo {\displaystyle \Phi } con el eje {\displaystyle Ox} y un ángulo {\displaystyle \theta } con el eje {\displaystyle Oz}, está relacionado con las coordenadas cartesianas mediante las siguientes ecuaciones:
{\displaystyle {x=r\cos \phi \operatorname {sen} \theta }\,}
{\displaystyle y=r\operatorname {sen} \phi \operatorname {sen} \theta \,}
{\displaystyle z=r\cos \theta \,}

La mayoría de las coordenadas celestes son coordenadas esféricas.
En astronomía, por lo general la posición de un astro se determina mediante coordenadas polares o esféricas. Sin embargo, dado que desde un principio la distancia r es desconocida, solo nos preocupará la dirección {\displaystyle OP} del astro, que es determinable mediante dos coordenadas. Para esto lo que se hace es proyectar todos los astros sobre una esfera de radio arbitrario, que se denomina esfera celeste. Tal esfera está centrada en el observador. En realidad el observador, prescindiendo de irregularidades topográficas, solo ve una semiesfera celeste limitada por un plano que pasa por el pie del observador y que corta a la esfera celeste en un círculo llamado horizonte.

### Según la posición del observador
Atendiendo a la posición del observador, se distinguen:
- Coordenadas topocéntricas: el centro es el propio observador.
- Coordenadas geocéntricas: centradas en el centro de la Tierra.
- Coordenadas heliocéntricas: el centro de referencia es el centro del Sol.
- Coordenadas baricéntricas: el origen es el centro de masas del sistema solar.
- Coordenadas galácticas: se centran en el centro de nuestra galaxia que desde nuestra posición en el Sol, se ubica en la constelación de Sagitario.

Atendiendo a que sus valores dependan o no de la posición del observador las coordenadas se clasifican en: 
- Coordenadas locales: coordenadas horizontales y coordenadas horarias.
- Coordenadas no locales: coordenadas ecuatoriales, coordenadas eclípticas, coordenadas galácticas.

### Según el plano de referencia
Considerando el plano de referencia se tienen:
- Coordenadas horizontales:

Origen: topocéntrico.
Plano de referencia: el horizonte del observador.
Coordenadas: azimut y altura o distancia cenital.
- Coordenadas horarias:

Origen: topocéntrico.
Plano de referencia: el ecuador celeste y el meridiano celeste del observador.
Coordenadas: ángulo horario y declinación.
- Coordenadas ecuatoriales:

Origen: geocéntrico.
Plano de referencia: el ecuador celeste.
Coordenadas: ascensión recta y declinación.
- Coordenadas eclípticas:

Origen: geocéntrico o heliocéntrico.
Plano de referencia: plano de la eclíptica.
Coordenadas: longitud celeste y latitud celeste, o longitud y latitud eclípticas.
- Coordenadas galácticas:

Origen: el centro de la Vía Láctea.
Plano de referencia: el plano de la Vía Láctea.
Coordenadas: longitud galáctica y latitud galáctica.
- Coordenadas supergalácticas:

Origen: el centro del Sol.
Plano de referencia: plano supergaláctico.
Coordenadas: Latitud supergaláctica (SGB) y longitud supergaláctica (SGL).

## Sobre la medida de ángulos
Los ángulos se miden en radianes o grados, pero en astronomía también se miden en horas. Un ángulo de 1 hora equivale a 15º (dado que la Tierra gira 15° en una hora). El ángulo horario y la ascensión recta se podrían medir en grados sexagesimales pero se miden en horas.
Sus divisores son: 1 hora = 60 minutos (min).
1 minuto = 60 segundos 1 min = 60 s.
Una relación útil es 1° = 4 minutos.
La ascensión recta es un ángulo que se mide en horas, minutos y segundos.
Así, AR = 3 h 25 min 13 s = 3,4202777… h = 51,304166…° = 51°18′15″.

## Conversión de coordenadas
La conversión de coordenadas celestes permite pasar de unas coordenadas a otras por ejemplo de eclípticas a ecuatoriales, como otra conversión nos permitirá pasar de ecuatoriales a horarias, las conversiones sucesivas nos permiten cualquier transformación entre coordenadas. Supongamos que un día observamos un objeto en coordenadas horizontales, sí anotamos nuestra posición sobre la Tierra y el instante temporal podremos llegar hasta las coordenadas ecuatoriales o eclípticas.